# 史威夫特溪之役
史威夫特溪之役（英語：Battle of Swift Creek）於1864年5月9日發生在維吉尼亞，是南北戰爭中北軍為奪得里奇蒙彼得斯鐵路以削弱南軍的實力而發動的第二場百慕達韓垂戰事的戰役。南軍先發動進攻，再次被打敗，北軍雖然破壞了敵人的鐵路，但未能繼續推進。巴特勒隨後派5艘艦艇沿途攻擊敵人，但不成功。